# なんちゃらアイドル
なんちゃらアイドルは、日本の女性アイドルグループである。

## 概要
2014年に新宿の老舗ライブハウス・新宿JAMにて定期的に開催されていたアンダーグラウンドイベント「なんちゃらキカク」から生まれた。
東京都内のライブハウスを中心に活動をしている。

## メンバー

### 現メンバー
| 名前                   | 身長  | 誕生日  | 担当色 | 担当色 | 出身地 |
| ---------------------- | ----- | ------- | ------ | ------ | ------ |
| あおはる Aoharu        | 156cm | 1月29日 | 青     |        | 埼玉県 |
| 御茶海マミ Misami Mami | 147cm | 2月7日  | 赤     |        | 福岡県 |

### 元メンバー
- はるか（創設メンバー兼リーダー、黄色担当）
- あみーびっく
- ぬる

## ディスコグラフィー

### 7インチレコード
- なんちゃらアイドル＆カーネーション「夜の煙突」発売：2020年1月29日／発行：なりすレコード
  1. なんちゃらアイドル「夜の煙突」（作詞・作曲：直枝政太郎／編曲：emamouse)
  2. カーネーション「夜の煙突」（作詞・作曲：直枝政太郎／編曲：直枝政太郎＆カーネーション)
- 「PansyとDaisy ～パンジーとデイジー～」C/W 今夜、全てのbarで 発売：2020年7月17日／発行：なりすレコード
  1. 「PansyとDaisy」（作詞：永岡輔／作・編曲：遠藤肇／Chorus：インモラリスタ―R)
  2. 「今夜、全てのbarで」（作詞：永岡輔／作・編曲：遠藤肇)

### シングルCD
- 「みーちゅう」（作詞：リー・シャウロン／作曲：なんちゃらアイドル)デビューシングル（唯一のアルバム未収録曲）。
- 「さよならOdyssey」（作詞：永岡輔／作曲：なんちゃらアイドル)推定少女の「エッジな気分」をオマージュしたセカンドシングル。
- 「ivory song」（作詞：永岡輔／作曲：遠藤肇)サードシングル。同曲を、AV女優斉藤みゆがデビューシングルとしてカヴァー。
- 「海の家」（作詞：永岡輔／作曲：遠藤肇)4THシングル。4人体制ラストシングル。タイトルはムーンライダーズの同名曲から引用。
- 「なんちゃらアイドル旅講座」（作詞：姫乃たま／作曲：遠藤肇)5THシングル。姫乃たま作詞。
- 「放課後のホーリーキャッツ」（作詞：姫乃たま／作曲：遠藤肇)6THシングル。姫乃たま作詞。ホーリーキャッツ3部作1作目。12曲入りシングル。
- 「ちょこ麦畑で捕まえて～ちょこ太郎のテーマ～」（作詞：永岡輔／作曲：遠藤肇)7THシングル。着ぐるみご当地キャラ、「ちょこ太郎」のイメージソング。
- 「蛇酢と木綿と」（作詞：永岡輔／作曲：遠藤肇)8THシングル。タイトルは、漫画家有川祐のblogのタイトルからの引用。ポッドキャスト「なんちゃradio」のエンディングテーマ。
- 「黒い森」（作詞：佐久間学／作曲：佐久間学)9THシングル。北海道在住ミュージシャン、佐久間学作詞作曲。カップリングには本人歌唱versionも収録。
- 「Baby a gogo／平穏世代のホーリーキャッツ」10THシングル。Baby a gogo（作詞：永岡輔／作曲：遠藤肇)平穏世代のホーリーキャッツ（作詞：永岡輔／作曲：Miyo-C)11THシングル。めろん畑a gogoに対するリスペクトを歌った曲。Hプロ、ヨーヘイ選手の入場曲。カップリングはロックバンド「ROA」のベーシストMiyo-Cによる作曲で、コロナ禍についての胸中を歌った曲。配信で先行リリース。

### 無料配布シングルCD
- 「東京星へ、行こう。」（作詞：永岡輔／作曲：永岡輔)タイトルは、白倉由美の小説、「東京星に、いこう」からの引用。

### コラボレーションシングルCD
- なんちゃらアイドル loves MCあんにゅ「EnnuいDISCOTHEQUE」発売：2021年9月29日

1. EnnuいDISCOTHEQUE（作詞：S.B.Q、MCあんにゅ／作・編曲：遠藤肇)
2. salad familiar（作詞：S.B.Q／作・編曲：遠藤肇／Chorsu：MCあんにゅ)
3. EnnuいDISCOTHEQUE ～MCあんにゅのstandplay(逆襲)～（作詞：MCあんにゅ／作・編曲：遠藤肇)
4. EnnuいDISCOTHEQUE ～beat～（作・編曲：遠藤肇)

### アルバムCD
- 「さよならOdyssey」発売：2020年11月11日／発行：なりすコンパクト・ディスク

1. さよならOdyssey
2. Ivory Song
3. なんちゃらアイドル旅講座（作詞：姫乃たま／作曲：遠藤肇)
4. 放課後のホーリーキャッツ（作詞：姫乃たま／作曲：遠藤肇)
5. ちょこ麦畑で捕まえて！～ちょこ太郎のテーマ～
6. 蛇酢と木綿と
7. Parallel Line
8. 平穏世代のホーリーキャッツ
9. 黒い森
10. Baby a go go
11. 秘密
12. 東京星へ、行こう。
13. 海の家
14. 夜明け宛てのビンセン
15. Cool Dynamo, Right On（ムーンライダーズカバー）
16. 君はGANなのだ（有頂天/鈴木慶一カバー）
17. 夜の煙突（カーネーションカバー）

- 「Life Goes On」発売：2022年12月21日／発行：なりすコンパクト・ディスク

1. PANSY と DAISY
2. salad familiar 〜Punk version 〜
3. 屁で空中ウクライナ！
4. Ennu い DISCOTHEQUE 〜 なんちゃらアイドルloves MCあんにゅ〜
5. From Hawaii To Hell 〜 なんちゃらアイドルloves MCあんにゅ〜
6. 嘲笑
7. 今夜、全てのbarで。
8. 今日の君は・・・！
9. 星を見ろ、そして全てを忘れろ。と、誰かが言った。
10. 蛇酢と木綿と 〜 BathDub remix 〜
11. なんちゃラジオのテーマ
12. 心の旅
13. PANSY と DAISY 〜 DJ YUKKY's Changes of LIFE MIX 〜
14. 火星の友達 〜 なんちゃらアイドルloves ビッグファイア 〜
15. ナマステは愛の言葉 〜 なんちゃらアイドルloves 大高ジャッキー 〜
16. 東京星へ、行こう。〜endo mix 〜
17. さよならOdyssey 〜life goes on mix 〜
18. salad familiar 〜 original 〜
19. いつかサウナで 〜 なんちゃらアイドルloves ニーネ 〜
20. 夜の煙突 〜 なんちゃらアイドルloves MCあんにゅ 〜

### 参加コンピレーションアルバムCD
- 「STAY OPEN 〜潰れないで 不滅の試聴室に捧ぐ名曲集〜」発売：2020年5月25日／発行：なりすレコード
- 「KATORIDOG」[2] 発売:2020年7月2日／発行:すたじおかとり～ぬ
- 「HIROSHI YABE SONG BOOK〜 矢部浩志カバー・アルバム」発売：2020年7月15日／発行：なりすレコード

## 主要な主催ライブ
| 日付       | 場所                     | イベント名                                                          | 備考                             |
| ---------- | ------------------------ | ------------------------------------------------------------------- | -------------------------------- |
| 2014/01/26 | 新宿JAM                  | なんちゃらキカク                                                    | 初参加ライブ                     |
| 2016/03/21 | 新宿JAM                  | QuinQ大還元フェス                                                   |                                  |
| 2016/11/11 | 新宿JAM                  | なんちゃらフェス！vol.01～汚濁水でしか生きられない魚たち～          |                                  |
| 2017/08/14 | 新宿JAM                  | なんちゃらアイドル初ワンマンライブ 僕と君の特別な夜                 | 初めてのワンマンライブ           |
| 2018/02/10 | 蒲田スタジオ・オッタンタ | 大田区蒲田復興協会 ～ゴジラに焼かれた町から～ episode 0             |                                  |
| 2018/05/29 | 西荻窪FLAT               | なんちゃらアイドル主催「Q太郎生誕祭！～38歳の春だから～」           |                                  |
| 2018/08/13 | 東新宿LOVE TKO           | なんちゃらアイドルone-manライブ ～なんちゃらバンド始動！～          | バンド編成1号の初参加ライブ      |
| 2019/05/29 | 渋谷La.mama              | Q太郎生誕記念ライブ 39歳の春だから。                                |                                  |
| 2019/11/17 | 渋谷La.mama              | It's a Giant Killing!!! vol.01                                      | ジョリッツ、東京恋慕とスリーマン |
| 2020/01/29 | 渋谷La.mama              | It's a Giant Killing!!! vol.02                                      | カーネーションとツーマン         |
| 2020/03/02 | 渋谷La.mama              | なんちゃらアイドル主催 giant killing!!! vol.003                     | ジャック達とツーマン             |
| 2020/09/15 | 渋谷La.mama              | なんちゃらアイドル主催 giant killing!!! vol.004                     | PANTA（頭脳警察）とツーマン      |
| 2020/11/22 | 渋谷La.mama              | なんちゃらアイドル「さよならOdyssey」発売記念ワンマンライブ         |                                  |
| 2020/12/30 | 渋谷La.mama              | なんちゃらアイドル主催 Giant Killing vol.005                        | 氏神一番とツーマン               |
| 2021/03/04 | 渋谷La.mama              | Giant Killing!!! special～7、8年分の感謝と23、4年ぶんの愛を込めて～ | ふたりスキップカウズとツーマン   |
| 2021/06/27 | 東新宿LOVE TKO           | なんちゃらアイドル8days主催7日目 Giant Killing Again!               | PANTA（頭脳警察）とツーマン      |
| 2021/11/30 | 渋谷La.mama              | 肋骨、忘れてモーテルズ、なんちゃらアイドル 3マンライブ              |                                  |

## 取材記事
- 「選んだ道は地下アイドル　ファンと緊密、数千人」（毎日新聞：2018年4月21日）
- 「汚濁水でしか生きられない『なんちゃらアイドル』御茶海マミに聞く“リアルな地下アイドル”事情」（日刊サイゾー：2019年3月28日）